# Kémek és kerítők
A Kémek és kerítők (The Story of Lucy and Jessie) a Született feleségek (Desperate Housewives) című amerikai filmsorozat száznegyedik epizódja. Az Amerikai Egyesült Államokban először az ABC (American Broadcasting Company) adó vetítette 2009. március 15-én.

## Az epizód cselekménye
Edie nyomozásba kezd Dave után, és hamarosan rájön, hogy a férfinak volt egy kislánya is, aki szintén meghalt a balesetben. Bradley halála miatt a cég igazgatói széke megüresedik, s a tulajdonosok Carlosnak ajánlják fel a komoly posztot. Bree rájön, hogy Orson tovább folytatja a lopkodást, ezért pszichiáterhez küldi. Susan jó viszonyba akar kerülni az új főnökasszonyával, ezért vacsorára hívja magához. Ám később jön csak rá, hogy az asszony a saját neméhez vonzódik. Lynette eközben beleveti magát az álláskeresésbe, majd Gaby segítségével Carlos cégéhez kerül.

## Mellékszereplők
- Swoosie Kurtz – Jessie
- Lesley Boone – Lucy Blackburn
- John Rubinstein – Mr. Hobson
- Kevin Rahm – Lee McDermott
- Melissa Strom – Nikki

## Mary Alice epizódzáró monológja
- A narrátor, Mary Alice monológja az epizód végén így hangzik (a magyar változat alapján):

"Szinte bárhol megtalálhatók barátságos emberek, akiket valami hátsó szándék vezérel. A nő, aki kihasználja szomszédját, hogy álláshoz jusson. A feleség, aki kihasználja a befolyását, hogy felvetessen egy baráti kémet. A férj, aki kihasználja a sármját, hogy a barátaitól lopjon. És biztosak lehetnek benne, hogy a legbarátságosabb embereknek olyan hátsó szándékaik vannak, amikre sosem derül fény... Egészen addig, amíg már túl késő."

## Epizódcímek más nyelveken
- Angol: The Story of Lucy and Jessie (Lucy és Jessie története)
- Francia: Et Dieu créa les femmes (És Isten megteremtette a nőket)
- Olasz: Piani segreti (Titkos tervek)